# Pererequinha-de-bromélia-teresensis
A pererequinha-de-bromélia-teresensis (nome científico: Dendropsophus bromeliaceus) é uma espécie de anfíbio da família Hylidae, tribo Dendropsophini, sendo encontrada na Reserva Biológica Augusto Ruschi, em Santa Teresa, no Espírito Santo, Brasil. Foi descrita em 2015 na revista científica PLOS ONE, sendo tratada como uma nova espécie por ter um tamanho pequeno (16 milímetros), ter sua vocalização baseada em duas notas distintas e por sua fase larval estar associada com a água acumulada em axilas de bromélias. Seu período de vocalização compreende o intervalo entre a estação chuvosa e seca, ou seja, entre dezembro e junho. Seu dorso é marrom escuro, com uma linha dourada percorrendo desde o olho a região inguinal e sua íris é acobreada. Seu epíteto específico é uma alusão ao fato de seus ovos serem depositados em axilas de bromélias, sendo a primeira espécie do gênero Dendropsophus que se conhece que possui esse modo reprodutivo. A espécie faz parte do grupo de espécies de Dendropsophus decipiens.